# Robin Clarke (Squashspieler)
Robin Anthony Clarke (* 25. März 1986 in Ottawa) ist ein ehemaliger kanadischer Squashspieler.

## Karriere
Robin Clarke begann seine professionelle Karriere in der Saison 2003 und gewann zwei Titel auf der PSA World Tour. Seine höchste Platzierung in der Weltrangliste erreichte er mit Position 68 im Dezember 2009.
Bei den Panamerikanischen Spielen gewann er 2007 mit der kanadischen Mannschaft die Silbermedaille. Bei den Commonwealth Games 2010 trat er im Einzel, Doppel und Mixed an. Im Einzel verlor er gegen Mohd Azlan Iskandar in der zweiten Runde. In der Doppelkonkurrenz erreichte er mit Shawn Delierre das Achtelfinale, im Mixed kam er mit Samantha Cornett nicht über die Gruppenphase hinaus.
An den Panamerikameisterschaften nahm er mehrfach teil und erzielte mit dem Halbfinaleinzug 2008 sein bestes Resultat. Er unterlag Julian Illingworth. 2009 trat Robin Clarke für Kanada bei den World Games an. Er schied in der ersten Runde gegen Omar Mosaad aus. Seine letzte Saison spielte er 2011.

## Erfolge
- Gewonnene PSA-Titel: 2
- Panamerikanische Spiele: 1 × Silber (Mannschaft 2007)